# مشکیسور
مشکیسور (قزاقی: Мешкейсор) یک دریاچه در استان اولیتاو کشور قزاقستان است.